# Lepthyphantes chamberlini
Lepthyphantes chamberlini är en spindelart som beskrevs av Schenkel 1950. Lepthyphantes chamberlini ingår i släktet Lepthyphantes och familjen täckvävarspindlar. Inga underarter finns listade i Catalogue of Life.